# 露絲·沙迪
露絲·瑪莎·沙迪·索利斯（西班牙语：Ruth Martha Shady Solís，1946年12月29日—）是秘鲁人类学、考古学家。她是卡拉尔考古計畫的發起者和负责人。

## 考古生涯
在她的職業生涯中，沙迪主持多項在世界各地沿海、高地與雨林地區的考古研究計畫，主要研究為複雜社會政治組織的發展。她曾擔任祕魯國立考古、人類與歷史博物館館長，以及国立圣马尔科斯大学考古與人類學博物館館長。
沙迪自1994年起於卡拉爾遺址工作，並因發現小北文明而受讚譽。小北文明是美洲已知最早的文明之一，也是世界數個古老文明之一。沙迪將該文明命名為卡拉尔文明，而小北（Norte Chico）一詞則被英語學界採用。
2001年，沙迪與其他學者共同發表來自祕魯蘇佩山谷（Supe Valley）卡拉爾遺址的放射性碳定年結果，顯示美洲的紀念性公共建築、城市定居以及灌溉農業始於距今約4090年（西元前2627年）至3640年前（西元前1977年）。卡拉爾位於距離太平洋海岸23公里內陸的地區，包含一個佔地65公頃（160英畝）的核心區，內有紀念性、住宅與非住宅建築。卡拉爾是蘇佩山谷18個大型前陶器時期遺址之一。
沙迪目前擔任祕魯國際古蹟遺址理事會（ICOMOS-PERU）主席、圣马科斯大学社會科學院考古碩士課程的教授與協調人，以及卡拉爾-蘇佩特别考古計畫／國家文化研究所（Caral-Supe/INC）主任。

## 榮譽

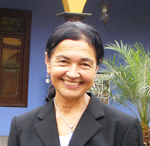
沙迪於国立圣马尔科斯大学参與考古学会议

沙迪在2020年名列BBC公布的巾帼百名名单。

## 外部連結
- Shady Solís, Ruth Martha. . Lima: UNMSM, Fondo Editorial. 1997  [2007-03-03]. （西班牙語）
- Ruth Shady e Instituto de Salud del Niño obtienen Premios Campodónico 2007 June 15, 2007 (in Spanish)
- . Caral Civilization Peru. 2005-01-05  [2025-07-07].